# Terre de Nod

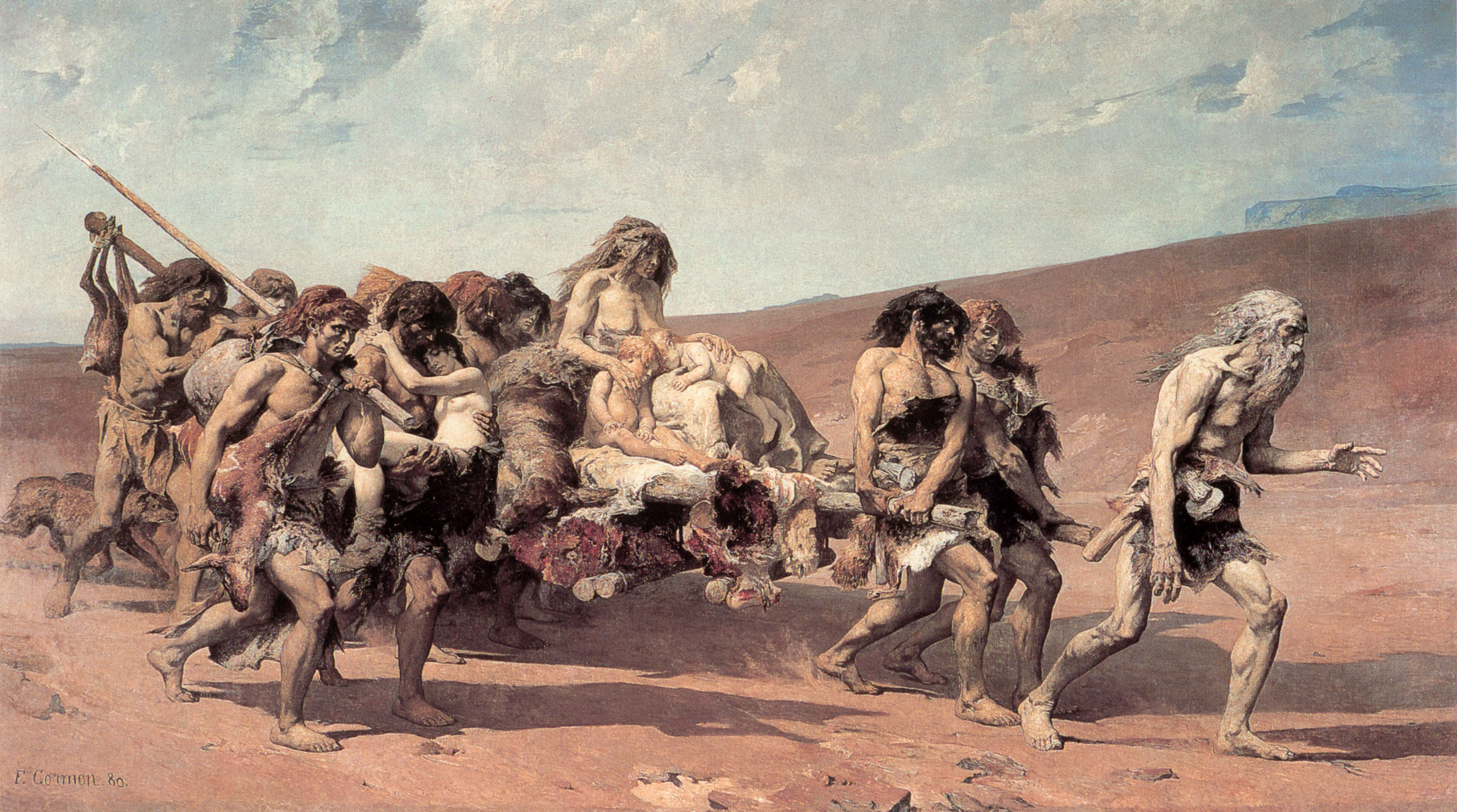
Caïn fuyant devant la malédiction de Jéhovah, par Fernand-Anne Piestre Cormon, vers 1880

La Terre de Nod (en hébreu ’eretz-Nod), est un lieu évoqué dans la Genèse, situé « à l'est d'Éden », qu'on situe aujourd'hui en Afghanistan[réf. nécessaire]. Caïn y habita après avoir été puni par Dieu pour avoir tué son frère Abel. Ensuite, Caïn connut sa femme qui engendra leur premier fils Hénoch et Caïn construisit la ville qui porta le nom de son premier fils (Hénoch).
Nod (נוד) est la racine hébraïque du verbe « errer » (לנדוד).

## Dans la fiction
- Le roman À l'est d'Éden de John Steinbeck se réfère à ce lieu, comme son adaptation au cinéma réalisée par Elia Kazan, et dans laquelle joue James Dean.
- Dans le jeu de rôle Vampire : La Mascarade, le Livre de Nod (en anglais The Book of Nod (en)) est une compilation de fragments se référant au passé mythique des vampires. White Wolf, l'éditeur du jeu, publie en 1993 un recueil de 134 pages, intitulé "The Book of Nod" (non-traduit en français) qui sera réédité en 2012[2].
- Dans le livre Dans les profondeurs du temps d'Adrian Tchaikovsky, l'une des planètes extraterrestres explorées est baptisée Nod.